# Pollino
De Pollino is een gebergte in Zuid-Italië op de grens van de regio's Basilicata en Calabrië.
De hoogste top van het massief is de 2.269 meter hoge Serra Dolcedorme, andere toppen zijn de Monte Pollino (2.248 m), Serra del Prete (2.181 m) en Serra delle Ciavole (2.127 m). Het ruige, moeilijk toegankelijke gebied is dunbevolkt en heeft een rijke fauna en flora. Karakteristiek voor het gebied is de boom Pinus heldreichii waarvan hier grillige exemplaren voorkomen. Sinds 1990 heeft de Pollino de status van nationaal park: Nationaal park Pollino. Met zijn oppervlakte van 192.565 hectare is een van de grotere parken van Italië.
De belangrijkste plaatsen in en rondom het gebergte zijn: Castrovillari, Morano Calabro, Cerchiara di Calabria, Civita, San Lorenzo Bellizi, Francavilla Marittima Terranova di Pollino en Viggianello.